# 다시 켐퍼
다시 켐퍼(영어: Darcy Kuemper, 1990년 5월 5일 ~ )는 캐나다의 아이스하키 선수로 포지션은 골텐더이다. 서스캐처원주 새스커툰 출신으로 현재 내셔널 하키 리그(NHL)의 팀인 콜로라도 애벌랜치에서 뛰고 있다.